# Route d'Antony-Charles de Gaulle (Wissous)
La route d'Antony-Charles de Gaulle est une voie de communication de Wissous dans l'Essonne.

## Situation et accès
Elle suit la route départementale 167, passe le rond-point Jean-François Dupuis-Delcourt, enjambe la A6 et la A10, par le pont d'Antony - Charles de Gaulle. Bifurquant vers le sud, et rentrant dans le quartier Fribouli, elle rejoint alors le centre historique de la ville et se termine dans l'axe de la rue de l'Amiral-Mouchez, à l'angle de la rue du Docteur-Maurice-Ténine.

## Origine du nom

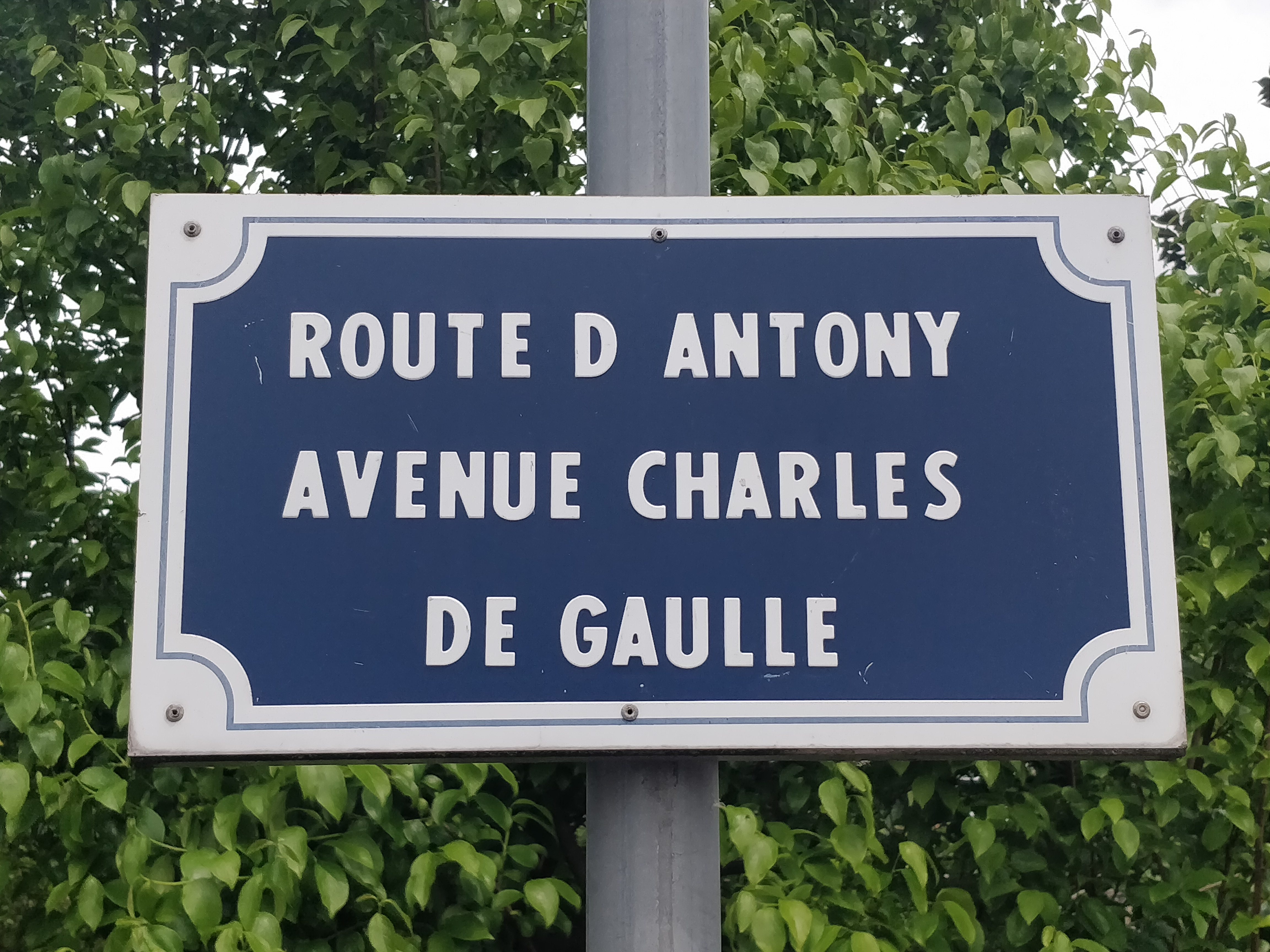
Route d'Antony, Wissous.

Elle tient son nom de la ville d'Antony, dont elle provient à l'ouest et de Charles de Gaulle (1890-1970), général, chef de la France libre et président de la République française de 1959 à 1969.

## Historique

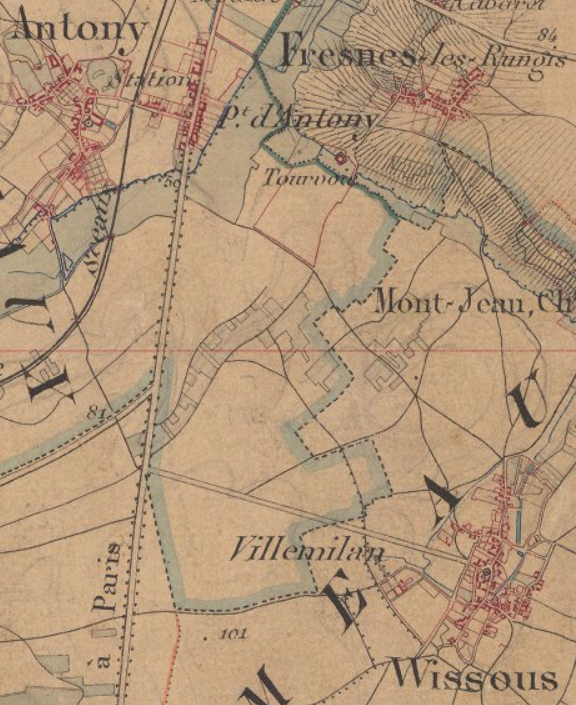
Carte d'Etat Major, 1866.

Cette ancienne route apparaît sur la carte d'état-major de 1866.
Elle fut un des trajets projetés pour le passage du chemin de fer Paris - Arpajon.
Dans les années 1950, un pont fut construit pour permettre le franchissement de l'autoroute, tout en gardant un tracé identique.

## Bâtiments remarquables et lieux de mémoire

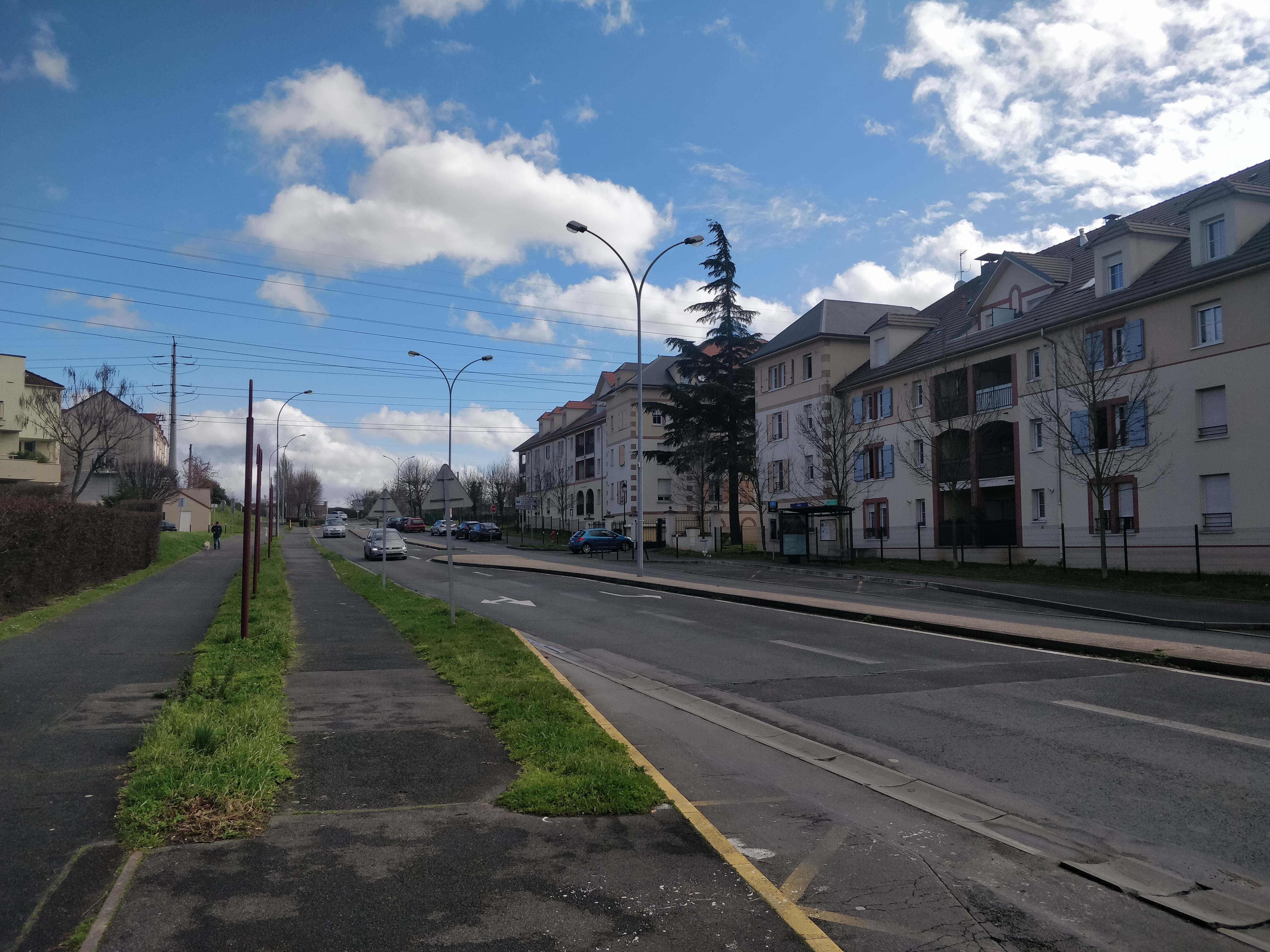
Les Vergers de Wissous.

- Espace culturel Saint-Exupéry.
- Parc du Château-Gaillard.